# Daniel Ohene Agyekum
Daniel Ohene Agyekum es un diplomático ghanés retirado.

## Carrera diplomática
- En 1965 entró al Servicio Exterior de Ghana.
- De 1966 (golpe de Estado que depuso al presidente Kwame Nkrumah) a 1969 fue enviado a su región natal de Ashanti para servir como Oficial Administrativo del Distrito.
- De 1971 a 1974 fue secretario de embajada en Tel Aviv Israel .
- De 1976 a 1981 fue secretario de embajada en Copenhague, Dinamarca.
- De 1981 a 1982 fue director Adjunto de las Divisiones de Oriente Medio y Asia del Ministerio de Asuntos Exteriores en Acra.
- De 1982 a 1983 fue asesor de Relaciones internacionales del Ministerio al Consejo Nacional provisional de Defensa.
- De 1983 a diciembre de 1986 fue secretario interino de la Región Oriental.
- De diciembre de 1986 a 1992 fue Alto Comisionado en Ottawa (Canadá).
- En septiembre de 1987 encabezó la delegación de Ghana en las negociaciones previas a la adopción del Protocolo de Montreal relativo a las sustancias que agotan la capa de ozono.

## Carrera política
- Ohene Agyekum también ha tenido una carrera política activa en el Congreso Nacional Democrático (Ghana), que comienza en serio en abril de 1992, cuando fue nombrado secretario regional Congreso Nacional Democrático (Ghana) Ashanti interino.
- En ese momento, el presidente Jerry Rawlings del Congreso Nacional Democrático (Ghana), que había tomado el poder en un golpe de 1981, promulgó una nueva constitución restauración de la política multipartidista, y fue elegido presidente.
- Rawlings fue reelegido en 1996.
- De 1993 a 1995 fue ministro en el gobierno del Congreso Nacional Democrático (Ghana).
- De 1996 y noviembre de 1998, se desempeñó como Ministro Regional de Ashanti.
- De noviembre de 1998 a diciembre de 1999 fue Ministro Regional del Gran Acra.
- De diciembre de 1999 a 2000 fue ministro de Asuntos caciquismo y Protocolo del Estado.
- En 2005 fue Presidente Regional (de la Ashanti (región) de Ghana) de Congreso Nacional Democrático (Ghana).
- En 2008 Ohene Agyekum acusó a miembros de la New Patriotic Party de alegar falsamente que los partidarios del NDC habían atacado recientemente seguidores del Congreso Nacional Democrático (Ghana), e invocó al dios río "Antoa Nyama "para matar a los miembros del en:New Patriotic Party que ayudaron a difundir la historia.
- Más tarde afirmó que los políticos de ambas partes invocan al Dios de vez en cuando, con la única diferencia de que él había hecho tan abiertamente.
- Del 9 de octubre de 2009 07 de diciembre de 2009/24 de febrero de 2010 al 18 de noviembre de 2014 fue embajador en Washington D. C. con coacredición en México, las Islas Vírgenes, Belice y San Cristóbal y Nieves.
- En mayo de 2011 negó haber comprado tierra en Virginia.[1]